# Mutiloa
Mutiloa – gmina w Hiszpanii, w prowincji Guipúzcoa, w Kraju Basków, o powierzchni 8,61 km². W 2011 roku gmina liczyła 253 mieszkańców.